# Mirjam-Papyrus
Als Mirjam-Papyrus (bzw. Miriam Barat Yaakov Scroll) wird eine Papyrusrolle aus dem 1. oder 2. Jahrhundert n. Chr. bezeichnet, deren Existenz im Jahr 2009 bekannt wurde.

## Herkunft
Die Rolle wurde im Mai 2009 von Spezialeinheiten der israelischen Polizei und der Israel Antiquities Authority im Hyatt Hotel auf dem Skopusberg in Jerusalem beschlagnahmt. Sie soll sich im Besitz zweier Araber aus Bait Sahur befunden haben, welche sie offenbar verkaufen wollten. Bis jetzt ist ungeklärt, woher die Rolle ursprünglich stammt, ebenso ihre Echtheit, wenngleich bislang wenige Zweifel daran geäußert wurden.

## Beschreibung der Rolle
Der Papyrus ist vergleichsweise gut erhalten, am unteren Rand fehlen jedoch Teile. Er misst etwa 15 × 15 cm mit 15 Zeilen Text. Der Schrift nach, die große Ähnlichkeit zu den Schriftrollen vom Toten Meer aufweist, ist die Rolle im 1. oder 2. Jahrhundert beschrieben worden. Eine Datierung nennt das "Jahr 4 nach der Vernichtung Israels". Da diese Form der Datierung bislang unbekannt ist, kann noch nicht entschieden werden, ob damit auf die Niederlage im Jüdischen Krieg 66–70/73 n. Chr. oder im Bar-Kochba-Aufstand 132–135 Bezug genommen wird. Der Text enthält den Besitzverzicht einer Mirjam barat Ja'akov (dt. Mirjam, Tochter des Jakob) vermutlich aus Scha'albim. Weitere Personen und Orte werden erwähnt.